# Порхун Микола Іванович
Микола Іванович Порхун (7 лютого 1928, с. Демчин, нині Бердичівський район Житомирської області — 1 квітня 1991) — машиніст-залізничник, Герой Соціалістичної Праці.

## Біографічні відомості
Народився в селянській родині. Після закінчення школи навчався в Козятинському технічному училищі № 5.
У 1946 році почав працювати помічником машиніста паровоза. З 1949 року — машиніст паровоза. Пізніше почав водити тепловоз, а з 1963 року — електровоз.
У 1965 році закінчив Київський технікум залізничного транспорту. У 1971 році визнано кращим машиністом Південно-Західної залізниці. Достроково (за 4 роки) виконав завдання дев'ятої п'ятирічки. Протягом наступної п'ятирічки добився нових високих результатів з перевиконанням виробничих завдань.
Указом Президії Верховної Ради СРСР від 2 квітня 1981 року Порхуну М. І. присвоєно звання Героя Соціалістичної Праці з врученням ордена Леніна і медалі «Серп і Молот».
Після виходу на пенсію працював майстром виробничого навчання в Козятинському СПТУ № 17.
Помер 1 квітня 1991 року. Похований на кладовищі міста Козятин Вінницької області.

## Нагороди
- Герой Соціалістичної Праці (1981)
- Почесний залізничник (1971)
- Заслужений працівник транспорту Української РСР (1974)
- 2 ордени Леніна
- медалі

## Вшанування пам'яті
На будівлі колишнього навчального корпусу (нині гуртожиток Козятинського міжрегіонального вищого професійного училища залізничного транспорту) встановлено меморіальну дошку.